# Adenike Osofisan
Adenike Osofisan, née le 11 mars 1950, est une professeure d'informatique nigériane, spécialisée dans l'exploration des données et la gestion des connaissances. Elle est la première femme nigériane à avoir obtenu un doctorat en informatique, en 1989.

## Biographie
Née en 1950 à Osogbo, au sein d’une famille Yoruba, Adenike Osofisan effectue ses études secondaires à Akure, et à Ayetoro (dans l’État d'Ogun), jusqu’en 1968. Entre 1971 et 1976, elle obtient un premier diplôme à l'université d'Ile-Ife, en bénéficiant d'une bourse du gouvernement fédéral pendant la majeure partie de ses années universitaires. Elle poursuit ensuite entrée en 1978 à l'Institut de technologie de Géorgie, située à Atlanta, aux États-Unis, et obtient une maîtrise en informatique en 1979. Sa thèse de doctorat sur le modèle de traitement des données pour un réseau de communication informatique à accès multiples a été achevée en 1989 à l'Université Obafemi-Awolowo. En 1993, elle obtient un Master of Business Administration en comptabilité et finance à l'Université d'Ibadan, avec une thèse sur un modèle de gestion de portefeuille d'actifs pour les banques commerciales,.
Elle entame ensuite une carrière dans l’enseignement au Nigeria, comme professeure à l'école polytechnique d'Ibadan en 1979. Au cours des années suivantes, elle devient doyenne de la faculté des sciences de la même institution. En 1999, elle rejoint l'Université d'Ibadan et y occupe le poste de directrice par intérim du département d'informatique. En 2003, elle est promue au rang de professeur associé. Elle obtient une chaire de professeur titulaire en 2006. Elle a été également  professeure invitée à l'université d'État de Lagos,.
En parallèle, elle est membre de différents groupes de recherche et d'associations professionnelles dans les domaines des mathématiques et de l'informatique. Elle est également la première présidente de l'institution Nigerian Women in Information Technology en 2003, et la première présidente du Computer Professionals Registration Council of Nigeria de 2005 à 2009. A plusieurs reprises, elle utilise sa notoriété pour exhorter le gouvernement du Nigeria à investir dans la formation et la maîtrise des technologies du numérique,.
En 2017, elle est élue présidente de la Nigeria Computer Society. En 2018, elle prend la direction d’une nouvelle école de commerce au sein de l”Université d’Ibadan, financée notamment par l’homme d’affaires nigérian Aliko Dangote,. Le 10 juin 2019, elle est intronisée au Nigeria Women Hall of Fame, à Abuja.